# Велино (Болгария)
Велино (болг. Велино) — село в Болгарии. Находится в Шуменской области, входит в общину Шумен. Население составляет 340 человек.

## Политическая ситуация
В местном кметстве Велино, в состав которого входит Велино, должность кмета (старосты) исполняет Димитр  Радков Димитров (независимый) по результатам выборов.
Кмет (мэр) общины Шумен — Красимир Благоев Костов (Болгарская социалистическая партия (БСП)) по результатам выборов.